# Galans Gebirgseidechse

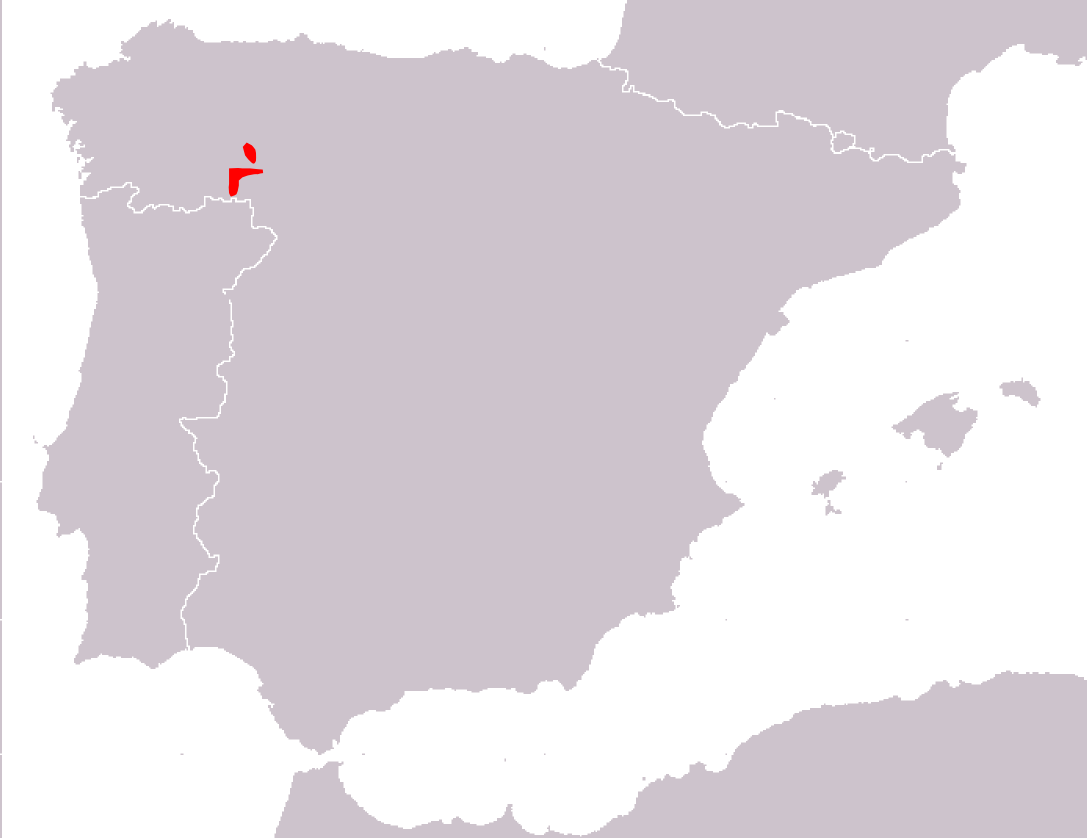
Verbreitungsgebiet von Galans Gebirgseidechse laut IUCN

Galans Gebirgseidechse (Iberolacerta galani) ist eine Eidechsenart aus der Gattung Iberolacerta. 

## Merkmale
Galans Gebirgseidechse ist innerhalb der Gattung Iberolacerta die größte und robusteste Art. Vorder- und Hinterbeine sind verhältnismäßig klein. Männchen erreichen eine Kopf-Rumpf-Länge bis zu 69,1 Millimeter, Weibchen bis 84,4 Millimeter. Der Rücken der Männchen ist während der Paarungszeit grün, blaugrün oder graugrün. Im Schulterbereich sowie an den vorderen Flanken befinden sich 2 bis 7, selten bis 11 leuchtend blaue Augenflecken. Über den Rücken erstrecken sich oftmals 2 Reihen unregelmäßiger dunkler Flecken. Auf den Flanken sind besonders kräftige und dunkle Flecken vorhanden, welche auch netzartig miteinander verschmolzen sein können. Außerhalb der Paarungszeit ist die Färbung der Männchen grünlich-gelb bis graugelb. Der Rücken der Weibchen ist blass- bis graugrün gefärbt und viel weniger gesprenkelt als der der Männchen. An den Flanken entlang verläuft auf beiden Seiten ein breites Band, welches einheitlich braun bis dunkelbraun gefärbt ist. Genau wie bei den Männchen sind blaue Augenflecken vorhanden. Der Bauch ist pastellgrün gefärbt und wird im Bereich der Kehle grünlich-weiß. Dunkle Flecken sind nur an den Bauchrändern vorhanden. Jungtiere sind braun bis gelblich-grau gefärbt. Ihr Schwanz ist leuchtend blau. Männchen sind bereits vom Schlupf an stärker als Weibchen netzartig gezeichnet.

## Vorkommen
Galans Gebirgseidechse kommt nur in den Montes de León im Nordwesten der Iberischen Halbinsel vor. Sie wurde hier bislang im Bereich der Provinzen León, Zamora und Orense in der Sierra Segundera, der Sierra de la Cabrera, der Sierra del Eje sowie der Sierra del Teleno nachgewiesen.
Die Art ist eine Hochgebirgseidechse. Bisherige Funde stammen aus Höhenlagen von 1000 bis 2000 Meter NN. Ihr Lebensraum sind felsige Landschaften mit offenem Busch- und Grasland oberhalb der Waldgrenze. Der Untergrund besteht aus Eruptivgesteinen, schwarzen Schiefern oder harten Quarziten. Das Klima ist kühl und feucht. Die Vegetation des Buschlandes besteht vor allem aus den Gehölzen Juniperus nana, Genista sanabrensis, Cytisus oromediterraneus, Calluna vulgaris und Erica aragonensis, durchsetzt mit Deschampsia iberica. Im Grasland dominieren Nardus stricta, Agrostis capillaris und Phalacrocarpum oppossitifolium.

## Lebensweise
Die Lebensweise von Galans Gebirgseidechse ist bislang kaum bekannt. Einzelbeobachtungen ergaben, dass Gelege unter anderem unter flachen Steinplatten abgesetzt wurden und Jungtiere im August schlüpften.

## Systematik
Galans Gebirgseidechse wurde 2006 von Arribas, Carranza & Odierna erstbeschrieben. Sie ist nach dem spanischen Herpetologen Pedro Galán Regaldo benannt. Es sind keine Unterarten beschrieben.

## Belege
- Dieter Glandt: Taschenlexikon der Amphibien und Reptilien Europas. Alle Arten von den Kanarischen Inseln bis zum Ural. Quelle & Meyer, Wiebelsheim 2010, ISBN 978-3-494-01470-8, S. 389–390.

## Weiterführende Literatur
- Oscar Arribas, Salvador Carranza, Gaetano Odierna: Description of a new endemic species of mountain lizard from Northwestern Spain: Iberolacerta galani sp. nov. (Squamata : Lacertidae). In: Zootaxa. 1240, 2006, S. 1–55, Digitalisat (PDF; 1,99 MB).